# Pierre-Louis Basse
Pour les articles homonymes, voir Basse.
Pierre-Louis Basse, né le 14 août 1958 à Paimbœuf (Loire-Atlantique), est un journaliste et écrivain français, passionné de sport, notamment de football, et aussi d'histoire, notamment sur la période d'occupation. Entre le 25 août 2014 et le 1er février 2017, il est le conseiller « Grands Événements » du président de la République François Hollande. 

## Journaliste
Né dans une famille communiste, « élevé au son de l'Internationale » selon le quotidien Libération, Pierre-Louis Basse entre en classe préparatoire et devient professeur de français.
Grande figure du journalisme sportif, il fait l'essentiel de sa carrière au service des sports d'Europe 1. Sa voix est bien connue des amateurs de sport puisqu'il a notamment commenté pendant 30 ans les Jeux Olympiques, les Coupes du monde de football et la Ligue 1. Il est licencié par Jérôme Bellay en 2004. Il est ensuite chroniqueur à Canal+, collabore aussi à Marianne et au Figaro. Il a été rédacteur en chef de l'émission Cult sur France 5. En septembre 2005, rappelé par Jean-Pierre Elkabbach, il rejoint de nouveau Europe 1. Jusqu'en juin 2006, il y présente À l'air libre, une émission traitant de l'actualité.
À partir de septembre 2007, il anime la tranche d'information de la mi-journée du week-end et le magazine de débat Faites comme chez vous, ainsi que Bienvenue au Club jusqu'en mai 2009, une émission d'échanges avec des invités sur l'actualité du football, le lundi soir.
À la rentrée 2009, il anime sur Europe 1 Le Temps de le Dire, un talk-show culturel et philosophique, le samedi et le dimanche de 12 h à 13 h.
Le 10 juin 2010, Pierre-Louis Basse anime de nouveau Bienvenue au Club sur Europe 1 pour parler de la Coupe du monde 2010 en Afrique du Sud. Dans son émission, il invite en même temps politiques, écrivains, philosophes, économistes, journalistes, sportifs et responsables des hautes instances du football français. La coupe du monde est alors prétexte à des digressions qui emmènent l'auditeur vers des horizons tout à fait éloignés de l'image traditionnelle du football. Entre septembre 2010 et juin 2011, il anime l'émission Bienvenue chez Basse de 20 h à 22 h sur Europe 1 en semaine. Cette émission n'est pas reconduite à la rentrée 2011. Il dit alors déplorer que les  émissions consacrées à la réflexion soient réduites au profit des humoristes. En 2012 à l'occasion d'une interview dans le journal L'Humanité, il estime que « les journalistes doivent s’engager ».
Depuis septembre 2012, Pierre-Louis Basse officie sur Sport365 d'abord à la présentation d'A domicile puis du Temps de le lire (émission Sport & Littérature).
Depuis 2013, il tient également une chronique hebdomadaire dans L'Humanité.
En août 2014, Pierre-Louis Basse est nommé conseiller chargé des grands événements auprès du président François Hollande. Il est mis fin à sa mission le 1er février 2017.

## Écrivain
Pierre-Louis Basse est également écrivain. Longtemps journaliste sportif, il est l'auteur d'une biographie d'Éric Cantona, Un rêve modeste et fou, et de plusieurs ouvrages sur le football et sur des événements sportifs comme Séville 82 France-Allemagne : le match du siècle, sur la célèbre  demi-finale de coupe du monde entre la France et l'Allemagne de 1982 ou en octobre 2007 de 19 secondes 83 centièmes, un livre qui raconte la finale du 200 mètres des Jeux olympiques d'été de 1968 avec les athlètes américains Tommie Smith et John Carlos qui protestèrent sur le podium contre les discriminations des noirs aux États-Unis. En 2012, il publie chez Robert Laffont Gagner à en mourir sur le match de la mort de 1942.
Il est également l'auteur de Guy Môquet, une enfance fusillée en 2000. Pierre-Louis Basse est le fils d'Esther Gaudin qui, jeune militante communiste, s'était vu confier la mission en 1941 d'aller récupérer les planches sur lesquelles les fusillés de Châteaubriant, dont Guy Môquet, avaient écrit, en plus de leurs lettres, leurs dernières volontés. Son grand-père maternel, Pierre Gaudin, également militant communiste fut interné dans le même camp que Guy Môquet dont il s'évada le 23 novembre 1941. Repris, il fut déporté à Dachau, puis au Loibl Pass,.
Romancier, Pierre-Louis Basse a écrit Ma ligne 13, un roman remarqué, croisant le reportage, la poésie et l'introspection. Son deuxième roman, Ça va mal finir, écrit après avoir été licencié de son poste de grand reporter à Europe 1, raconte la vie d'un journaliste connu qui se retrouve au chômage et qui n'a plus rien à faire qu'à se sentir vivant. Son personnage passe des arcanes de l'ANPE aux studios de Canal +, des communautés arabe et juive au canapé d'une lepéniste et escorté d'une belle étrangère, pense à Nougaro et à Aragon. À l'automne 2007, il publie un pamphlet : Guy Môquet au Fouquet's.
En 2013, il reçoit le Prix de la carrière décerné par l'association des écrivains sportifs. Le Prix de la carrière récompense une femme ou un homme qui, tout au long de sa carrière, par ses écrits ou par ses travaux, a apporté une contribution importante au sport, à sa diffusion et son retentissement.

## Ouvrages
- 1993 : Un rêve modeste et fou (biographie d'Éric Cantona), éditions Robert Laffont,  (ISBN 2-221-07623-0)
- 1995 : PSG : histoires secrètes 1991-1995 (19 septembre 1995)  (ISBN 2-263-02317-8)
- 1998 : Carnets d'un mondial (France 98)  (ISBN 2-859-20357-5)
- 1999 : Cent jours du PSG  (ISBN 2-263-02901-X)
- 2000 : Guy Môquet, une enfance fusillée, éditions Stock,  (ISBN 2-234-05271-8) ; rééd. Stock, 2007  (ISBN 978-2-234-05271-0)
- 2003 : Ma ligne 13, éditions du Rocher,  (ISBN 2-268-05787-9)
- 2003 : Football & co : Noirs et blancs  (ISBN 2-842-70435-5)
- 2005 : Séville 82 France-Allemagne : le match du siècle  (ISBN 2-350-76003-0)
- 2005 : Ça va mal finir  (ISBN 2-268-05282-6)
- 2005 : Aux armes citoyens : Barricades et manifestations de rue en France de 1871 à nos jours  (ISBN 2-755-60041-1)
- 2006 : Ma chambre au Triangle d'or  (ISBN 2-234-05895-3)
- 2006 : Larousse du football  (ISBN 2-035-82618-7)
- 2007 : Guy Môquet au Fouquet's  (ISBN 2-849-90074-5)
- 2007 : 19 secondes 83 centièmes  (ISBN 2-234-06044-3)
- 2009 : Comme un Garçon  (ISBN 9782234060265)
- 2012 : Gagner à en mourir  (ISBN 9782221131060)
- 2017 : Le Flâneur de l’Élysée  (ISBN 9782234063426)
- 2018 : participation à l'ouvrage dirigé par Xavier Delacroix, L'Autre siècle, Fayard.
- 2019 : Je t'ai oublié en chemin  (ISBN 9782749161150)
- 2020 : Rien n'est perdu  (ISBN 9782749163932)

## Filmographie
Scénariste
- 2012 : La Mer à l'aube de Volker Schlöndorff

## Décoration
- Chevalier de l'ordre national du Mérite[18]